# Разведывательные корабли проекта 1826
Большие разведывательные корабли проекта 1826 «Рубидий» (обознаение NATO — Balzam class) — серия советских и российских больших разведывательных кораблей. Корабли этого проекта стали первыми судами в составе ВМФ СССР, специально построенными для сбора и обработки разведывательной информации.
Они отслеживали деятельность кораблей ВМС стран НАТО в ходе учений в Северной Атлантике, а также сопровождали авианосные группы ВМС США.

## Представители проекта
| Название   | б/н | Верфь        | Зав. № | Дата закладки | Ввод в строй | Флот | Состояние       |
| ---------- | --- | ------------ | ------ | ------------- | ------------ | ---- | --------------- |
| Лира       |     | ССЗ «Янтарь» | 310    | 1976          | 9.02.1980    | СФ   | Списан 08.09.97 |
| Азия       |     | ССЗ «Янтарь» | 311    |               | 13.02.1981   | ТОФ  | Списан 30.05.98 |
| Прибалтика |     | ССЗ «Янтарь» | 312    |               | 28.07.1984   | ТОФ  | В строю.        |
| Беломорье  |     | ССЗ «Янтарь» | 313    |               | 7.02.1987    | СФ   | В строю.        |